# Sanitz
Sanitz é um município da Alemanha, situado no distrito de Rostock, no estado de Mecklemburgo-Pomerânia Ocidental. Tem 82,37 km² de área, e sua população em 2019 foi estimada em 6.048 habitantes.